# Eurociudad del Guadiana
La Eurociudad del Guadiana es una agrupación de municipios compuesta por las poblaciones portuguesas de Castromarín y Villarreal de San Antonio y la ciudad española de Ayamonte. La Eurociudad se constituyó el 9 de mayo de 2013 mediante un convenio entre los tres municipios. El 23 de abril de 2018 se publicó en el Boletín Oficial del Estado el reconocimiento jurídico como AECT (Agrupación Europea de Cooperación Territorial). Los tres términos municipales suman una superficie de 503 kilómetros cuadrados, y una población de casi 50 000 habitantes. 
La creación de esta entidad viene a culminar un proceso de relación cordial y estable entre estas poblaciones cercanas y pretende poner las bases para una integración territorial de nivel superior, con acuerdos sectoriales dirigidos a la planificación y gestión conjunta de servicios intermunicipales y la promoción de eventos. En el nuevo marco de cooperación que se plantea en la Unión Europea, la Eurociudad es un espacio transfronterizo en el que se fortalecen los lazos preexistentes a la vez que se potencian con nuevas acciones para el desarrollo económico y social de la población.

## Presidencia
La presidencia del organismo la ejercen, con carácter rotatorio por orden alfabético, los tres municipios.  
- Antonio Javier Rodríguez Castillo, alcalde de Ayamonte (9 de mayo de 2013 a 14 de junio de 2015)
- Alberto Fernández Rodríguez, alcalde de Ayamonte (14 de junio de 2015 a 8 de agosto de 2015)
- Francisco Amaral, alcalde de Castromarín (8 de agosto de 2015 a 13 de mayo de 2017; 24 de junio de 2021 hasta 9 de mayo de 2024)
- Maria Assunção Cabrita, alcalde de Villarreal de San Antonio (13 de mayo de 2017 a 7 de agosto de 2019)
- Natalia Santos Mena, alcaldesa de Ayamonte (7 de agosto de 2019 al 24 de junio de 2021)
- Álvaro Araujo, alcalde de Villarreal de San Antonio (9 de mayo de 2024, hasta la fecha)

## Proyectos europeos
La Eurociudad del Guadiana desarrolló (junio de 2019/marzo 2023) , el proyecto EuroGuadiana 2020 (Laboratorio Europeo de Gobernanza Transfronteriza),  cofinanciado por la Unión Europea a través del Programa de Cooperación Transfronteriza España-Portugal Interreg V-A, del Fondo Europeo de Desarrollo Regional FEDER. El proyecto EuroGuadiana 2020 teniendo como objetivo abordar los nuevos retos territoriales mediante un desarrollo urbano y social cohesionado, siguiendo para ello las pautas del Pacto de Ámsterdam y potenciando nuevas metodologías de trabajo en común y el diseño de nuevas estrategias para los municipios que sean acordes a las nuevas directrices comunitarias. El proyecto se dividió en cuatro bloques de actuaciones: gobernanza transfronteriza, agenda urbana, movilidad/accesibilidad y estrategia de turismo. Como resultados tangibles se redactó la Agenda Urbana 2030, un plan de movilidad para todo el territorio, un documento de Estrategia y Marca Turística conjunta, un plan de accesibilidad turística, una articulación de la cultura y el patrimonio en el proyecto Territorio Museo (www.territoriomus.eu),  
La Eurociudad participa también en otros proyectos como Sabor Sur o Destino Frontera. Es además miembro de la Red Ibérica de Entidades Transfronterizas (RIET), y de la Red de Eurociudades Ibéricas. 

## Premios recibidos
La Eurociudad del Guadiana recibió  el Internacional Award on Local Development 2017 por su aportación a la cooperación transfronteriza, el desarrollo y la cohesión territorial. El premio lo concede anualmente la Asociación Internacional de Economistas de Idiomas Latinos con el aval de diversas universidades europeas e iberoamericanas.
En diciembre de 2019, la Cadena Ser concedió a la Eurociudad del Guadiana la Uva Transfronteriza, como reconocimiento a la aportación que el proyecto está suponiendo para el desarrollo de  Huelva y del Algarve.

## Premio de Cooperación Transfronteriza Eurociudad del Guadiana
Empresas Transporte Fluvial del Guadiana y Transportes Río Guadiana, que realizan desde hace décadas el transporte en transbordadores entre Ayamonte y Villarreal de San Antonio. (Entregado el 9 de mayo de 2021 en Ayamonte). 
Cuerpos policiales portugueses y españoles que prestan sus servicios en la Comisaría Conjunta del Puente Internacional, en Castromarín. (Entregado el 27 de mayo de 2022 en Azinhal, Castromarín). 
Poetas del Guadiana, colectivo cultural con destacada representatividad y participación en la vida cultural transfronteriza. (Entregado en Villarreal de San Antonio, el 9 de mayo de 2024) 